# Nycteribia formosana
Nycteribia formosana är en tvåvingeart som först beskrevs av Stanko Karaman 1939.  Nycteribia formosana ingår i släktet Nycteribia och familjen lusflugor. Inga underarter finns listade i Catalogue of Life.